# Liste der Nummer-eins-Hits in Kanada (1997)
Diese Liste enthält alle Nummer-eins-Hits in Kanada im Jahr 1997. Es gab in diesem Jahr 20 Nummer-eins-Singles.
| Singles | Alben |
| --- | ----- |
| - Alanis Morissette – Head Over Feet - 8 Wochen (18. November 1996 – 12. Januar 1997) - Merril Bainbridge – Mouth - 1 Woche (13. Januar – 19. Januar) - OMC – How Bizarre - 1 Woche (20. Januar – 26. Januar) - John Mellencamp – Just Another Day - 2 Wochen (27. Januar – 9. Februar) - No Doubt – Don't Speak - 2 Wochen (10. Februar – 23. Februar) - Counting Crows – A Long December - 2 Wochen (24. Februar – 9. März) - Sheryl Crow – Everyday Is a Winding Road - 3 Wochen (10. März – 30. März) - The Wallflowers – One Headlight - 5 Wochen (31. März – 4. Mai) - U2 – Staring at the Sun - 2 Wochen (5. Mai – 18. Mai) - INXS – Elegantly Wasted - 3 Wochen (19. Mai – 8. Juni) - Savage Garden – I Want You - 2 Wochen (9. Juni – 22. Juni) - Our Lady Peace – Clumsy - 3 Wochen (23. Juni – 13. Juli) - Hanson – MMMBop - 3 Wochen (14. Juli – 3. August) - Sarah McLachlan – Building a Mystery - 6 Wochen (4. August – 14. September) - Mariah Carey – Honey - 2 Wochen (15. September – 28. September) - Sarah McLachlan – Building a Mystery (Re-Release) - 2 Wochen (29. September – 12. Oktober) - Sugar Ray – Fly - 2 Wochen (13. Oktober – 26. Oktober) - The Rolling Stones – Anybody Seen My Baby? - 1 Woche (27. Oktober – 2. November) - Sugar Ray – Fly (Re-Release) - 1 Woche (3. November – 9. November) - Chumbawamba – Tubthumping - 2 Wochen (10. November 1997 – 11. Januar 1998) |       |